# Halvås församling
Halvås församling var en församling  i Skara stift i nuvarande Vara kommun. Församlingen uppgick senast 1889 i Ryda församling.
Kyrkan var av sten och låg i Halvås i södra delen av nuvarande Ryda socken. Vid en 1939 företagen utgrävning gjordes en del intressanta iakttagelser.  Halvås kyrka raserades redan kort efter 1800.

## Administrativ historik
Församlingen har medeltida ursprung Enligt kungligt brev den 12 april 1889 införlivades Halvås med Ryda och dess arkiv ingår i Ryda. Före 1889 var Halvås annexförsamling i Ryda, Naums, Södra Kedums och Halvås pastorat. Huruvida Halvås även varit en jordebokssocken och då hur länge är oklart.